# Propriedade arquimediana

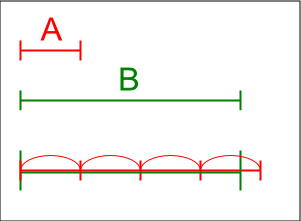
Representação gráfica da propriedade arquimediana.

Na álgebra abstrata, a propriedade arquimediana é uma propriedade possuída por alguns grupos, corpos e outras estruturas algébricas. Intuitivamente falando, a propriedade arquimediana nos diz que um conjunto não possui números infinitamente grandes ou infinitamente pequenos. O corpo dos números reais é um exemplo de corpo com a propriedade arquimediana, e é possível definir uma ordem no corpo de frações dos anéis de polinômios de forma com que se tenha um corpo não-arquimediano.

## Definição
Dado um grupo totalmente ordenado (G,<), diz-se que possui a propriedade arquimediana se, para cada dois elementos positivos a e b de G, houver algum número natural n tal que
{\displaystyle a<{\stackrel {n{\text{ vezes}}}{\overbrace {b+b+\cdots +b} }}.}
Resulta da definição que qualquer subgrupo de um grupo totalmente ordenado que tenha a propriedade arquimediana também tem a propriedade arquimediana.

## Corpos ordenados
Se K for um corpo ordenado, então (K,+) é um grupo totalmente ordenado. Afirmar que (K,+) tem a propriedade arquimediana equivale a afirmar que, para cada elemento positivo x de K, existe algum número n ∈ N tal que
{\displaystyle x<{\stackrel {n{\text{ vezes}}}{\overbrace {1+1+\cdots +1} }}.}

## Exemplos
- O grupo aditivo dos números reais (R,+) tem a propriedade arquimediana. De facto, se não tivesse essa propriedade, então haveria algum x ∈ R tal que

{\displaystyle (\forall n\in \mathbb {N} ):n\leqslant x.}
Por outras palavras, x seria um majorante de N. Mas então N teria um supremo s. Então s − 1 não seria um majorante de N, pelo que haveria algum n ∈ N tal que n > s − 1, o que equivale a afirmar que n + 1 > s, o que é impossível, pois n + 1 ∈ N e s é um majorante de N.
- Seja Q(x) o corpo de fracções do anel dos polinómios de uma variável x com coeficientes racionais. Definimos a ordem em Q(x) da seguinte maneira: se p(x),q(x) ∈ Q(x), então p(x) < q(x) quando e só quando q(x) − p(x) puder ser escrito como quociente de dois polinómios em que o coefficiente do termo de grau mais elevado de cada um deles for maior do que 0. Então (Q(x),+) não tem a propriedade arquimediana pois, seja qual for n ∈ N, nunca se tem

{\displaystyle x<{\stackrel {n{\text{ vezes}}}{\overbrace {1+1+\cdots +1} }}.}